# Gouvernement du Cerrito

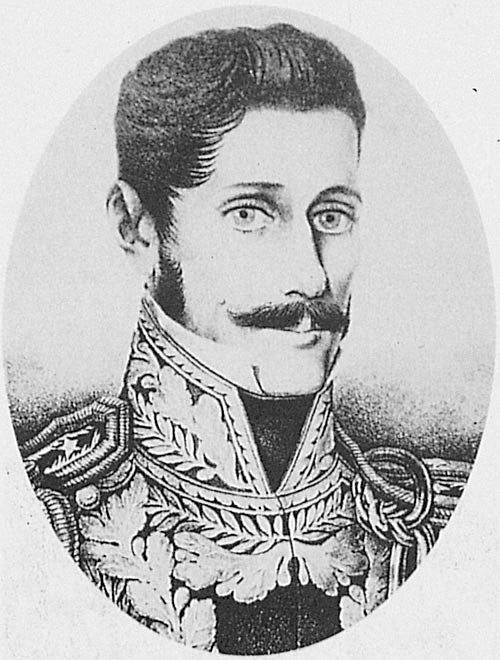
Manuel Oribe.

On appelle gouvernement du Cerrito l'un des deux gouvernements rivaux que l'Uruguay a connus durant la grande guerre. Créé par les blancos et dirigé par le caudillo Manuel Oribe, il contrôla entre 1843 et 1851 la totalité du pays sauf Montevideo (où se réfugièrent les colorados). Son nom tient au fait qu'il s'installa sur le Cerrito de la Victoria, une colline située à l'extérieur des murailles de la capitale.

## Contexte
La guerre civile débuta en 1836 lorsque Fructuoso Rivera - le premier président de la république orientale de l'Uruguay, de 1830 à 1834 - se souleva contre son successeur, Manuel Oribe. Malgré la victoire de Carpintería, ce dernier fut contraint de renoncer au pouvoir en octobre 1838 et de se réfugier à Buenos Aires, où le dictateur Juan Manuel de Rosas le reçut en qualité de président constitutionnel et lui confia le commandement des armées de la Confédération Argentine. Le 1er mars 1839, Rivera était élu pour la seconde fois président de la République et ouvrait les hostilités avec Rosas : la grande guerre débutait. 
Après avoir vaincu le général unitaire Juan Lavalle dans le nord de l'Argentine, Manuel Oribe se dirigea vers l'Uruguay à la tête de troupes uruguayo-argentines. Le président Rivera vint alors à sa rencontre, persuadé de la victoire. En effet, Rosas laissa entendre que Oribe n'était pas en mesure de livrer bataille et déclara « Si le pardejón savait en profiter » au diplomate anglais Mandeville - qui en informa immédiatement le président oriental.
Les deux armées, composées chacune d'environ 8000 hommes, s'affrontèrent le 6 décembre 1842 à Arroyo Grande. Les troupes de Oribe comprenaient des Orientaux dirigés par son frère Ignacio Oribe, des entrerrianos sous les ordres de Justo José de Urquiza et des soldats de la Confédération Argentine. Celles des colorados comptaient des Orientaux, avec à leur tête Rivera, mais aussi des Argentins originaires des provinces de Corrientes, de Santa Fe et d'Entre Ríos, dirigés par les gouverneurs Pedro Ferré et Juan Pablo López. La victoire des blancos fut totale et Rivera se réfugia au Brésil. Oribe pénétra alors en Uruguay ; le 16 février 1843, l'avant garde de ses troupes campait aux portes de Montevideo et assiégeait la ville.
Durant ce que l'historiographie uruguayenne nomme « le grand siège » (El Sitio Grande) et qui dura presque neuf années, la situation n'évolua guère. Alors que la victoire semblait à portée de mains, les blancos renoncèrent à prendre d'assaut la capitale et préférèrent attendre qu'elle tombât d'elle-même. La flotte de la Confédération Argentine, sous le commandement de Guillermo Brown, essaya de bloquer le port mais sans succès (l'escadre britannique du commodore Purvis força le blocus). En fait, le siège ne fut jamais total. Les flottes britannique et française assurèrent en permanence le libre accès du port, permettant aux assiégés de se ravitailler et de résister. Finalement, les belligérants campèrent sur leur position et les combats, souvent de faible intensité, furent épisodiques (espacés, parfois, de plusieurs mois).

## Organisation du gouvernement du Cerrito
Oribe installa son gouvernement sur la colline du Cerrito de la Victoria dans les faubourgs de Montevideo, alors que les colorados organisaient leur propre gouvernement - dit « de la Défense ».  Il y fit construire un mirador de vingt-cinq mètres de hauteur, auquel on accédait par un escalier en colimaçon et d'où on pouvait observer avec des longues-vues les mouvements à l'intérieur de la ville. Oribe y avait son bureau où il passait ses journées, avant de se retirer le soir dans sa quinta (maison de campagne) de Curva de Maroñas. 
À quelques encablures du Cerrito de la Victoria, la zone du Cardal occupa rapidement un rôle central. Modeste bourg rural à l'origine, le Cardal offrait une position stratégique avantageuse (sur les hauteurs, à l'entrée de Montevideo), un centre commercial majeur pour les assiégeants (avec ses pulperías - épiceries -, ses boutiques, ses saladeros – usines de salaison de viande -,ses moulins...) mais aussi la possibilité de loger les militaires et les familles fidèles au caudillo (pour l'essentiel d'origine patricienne, elles étaient liées aux luttes pour l'indépendance et à Juan Antonio Lavalleja, d'où la présence de la plupart des Treinta y Tres Orientales).
Le développement du Cardal - très rapide et anarchique - poussa Oribe à créer sur son emplacement, par décret du 24 mai 1849,  un nouveau centre urbain qui prit le nom de Villa Restauración (en référence au titre de « restaurateur des lois » porté par le caudillo). La « capitale » des blancos se transforma alors radicalement : de nouvelles rues furent tracées (donnant naissance à une nouvelle nomenclature) et des édifices sortirent de terre (le Collège National – l'actuel hôpital Pasteur -, l'église San Agustín…).  À la fin de la guerre, les colorados la rebaptisèrent Villa de la Unión (de nos jours, le quartier montévidéen du même nom).
Enfin, le gouvernement du Cerrito se dota d'un port officiel - le Buceo - pour commercer avec l'extérieur. Les exportations (cuirs, charque - viande séchée -, laine…) et les importations (toiles, bois, farine…) générèrent d'importantes rentrées fiscales, au point de constituer la principale source de revenus des autorités. Toute cette activité nécessita la création d'une administration ad hoc et la construction de différents ouvrages (quai, le bâtiment appelé « la douane de Oribe », le tribunal de commerce...).

## Mesures du gouvernement du Cerrito
La réinstallation des chambres des Députés et des Sénateurs (dissoutes par Rivera en 1838) constitua une priorité pour Oribe. Des élections convoquées en juin 1845 permirent de pourvoir aux postes vacants et, le 11 août, l'Assemblée Générale fut solennellement rétablie. Aussitôt, cette dernière confirma la légitimité de Oribe et autorisa l'intervention des troupes de la Confédération Argentine.
Le président blanco mit en place un gouvernement, composé des ministres Carlos Villademoros aux Relations extérieures, Bernardo P. Berro à l'Intérieur et du général Antonio Díaz à l’Économie et la Guerre. Une réorganisation du pouvoir judiciaire déboucha, entre autres, sur la création des tribunaux d'appel. Le gouvernement divisa également le pays en deux grandes circonscriptions militaires - au nord et au sud du río Negro - sous le commandement respectif des généraux Servando Gómez et Ignacio Oribe, tandis que les départements étaient administrés par des commandants militaires.
La vie politique du Cerrito fut moins agitée que celle de la Défense, même si des désaccords opposèrent les militaires et les intellectuels. Les premiers insistaient sur l'effort de guerre alors que les seconds (Bernardo P. Berro, Juan F. Giró, Eduardo Acevedo) exigeaient le respect des libertés individuelles. Mais finalement, Oribe - chef charismatique et autoritaire - imposait ses vues. Enfin, durant le Grand Siège, le périodique El Defensor de la Independencia Americana (qui paraissait tous les trois jours) relayait l'idéologie des autorités.
La mise en place d'un système d'enseignement le plus moderne et complet possible constitua une autre priorité pour Oribe. Aussi, la Commission d'Instruction Publique (composée de Eduardo Acevedo, Bernardo P. Berro et de José María Reyes) fonda une École normale pour la formation des maîtres et une université vit le jour à Villa de la Restauración. En réponse à une décision du gouvernement de la Défense, un décret de juin 1845 autorisa l'expropriation des biens des colorados. Finalement, l’œuvre législative du gouvernement du Cerrito fut plus importante que ce qu'en dit généralement l'historiographie officielle. Mais la loi la plus importante reste sans doute celle qui, le 26 octobre 1846, abolit l'esclavage de manière totale et sans restriction aucune.

## L'influence de Rosas
L'influence de Rosas sur Oribe a toujours été un sujet de polémique. Pourtant, bien qu'il fût l'obligé du dictateur argentin, le président oriental resta toujours soucieux de son indépendance et de sa liberté de décision. Enfin, même si certains historiens - comme les colorados durant la grande guerre - ont prétendu que les deux caudillos envisagèrent l'annexion de l'Uruguay à la Confédération Argentine, il n'existe aucune preuve permettant d'étayer cette affirmation.

## La fin
L'avenir du gouvernement du Cerrito s'assombrit en 1851 lorsque le caudillo entrerriano Urquiza abandonna son ancien allié Rosas pour signer un traité d'alliance avec l'empire du Brésil et les colorados. L'état de guerre permanent provoqua par ailleurs la démoralisation et de nombreuses désertions dans le camp blanco tandis que le ministre Bernardo P. Berro essayait, à titre personnel, d'aboutir à un compromis avec la nouvelle coalition.
Finalement, Oribe - en position de faiblesse - renonça à combattre et préféra négocier un armistice lorsque Urquiza et les Brésiliens envahirent le territoire oriental. Le 8 octobre 1851, la grande guerre s'achevait avec la signature d'un traité de paix qui officialisait la victoire des colorados et la fin du gouvernement du Cerrito même si, officiellement, le conflit se terminait « sans vaincus, ni vainqueurs ».